# Volume sous coiffe

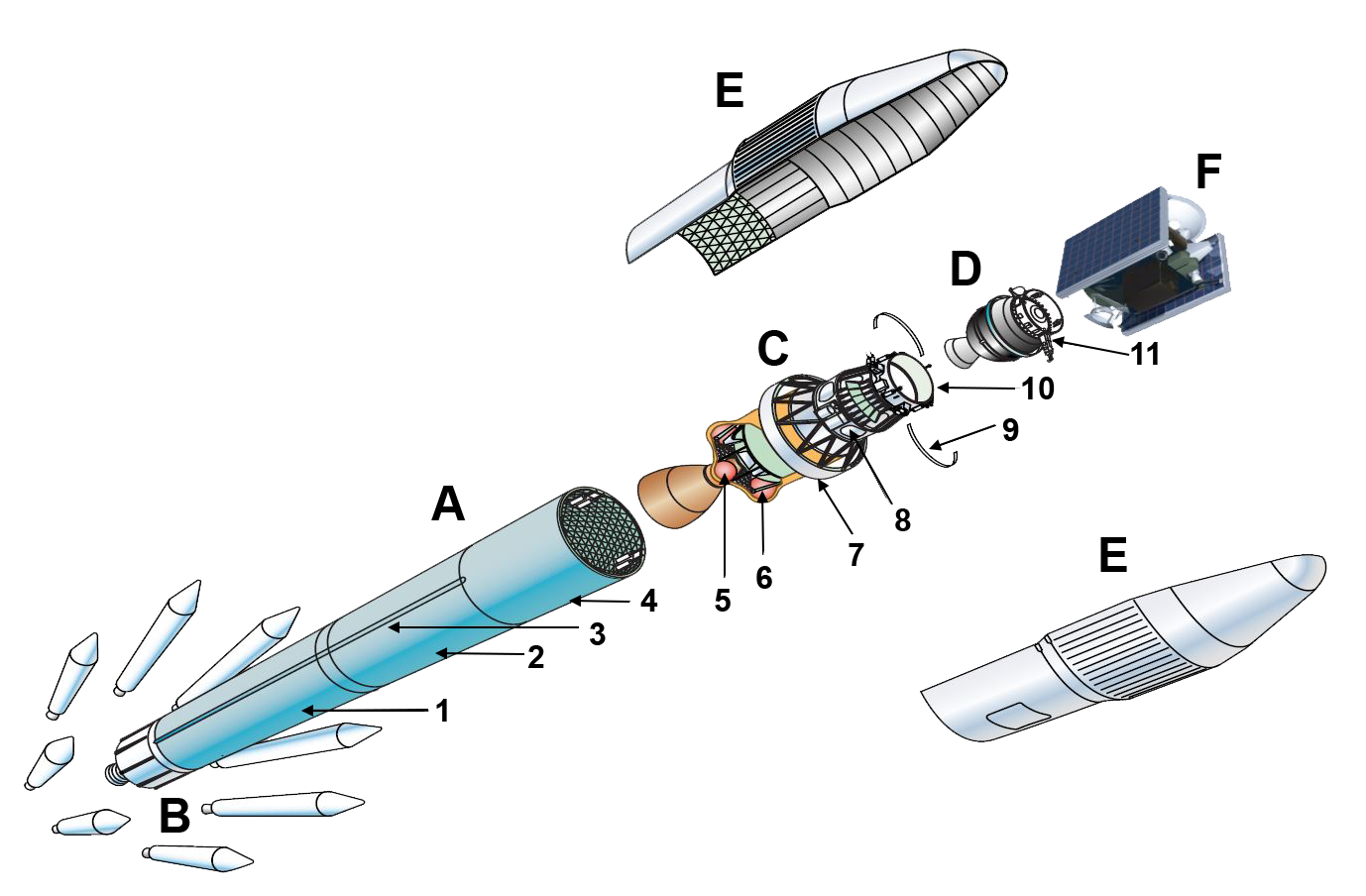
Le volume sous coiffe (E) du lanceur Delta II Heavy.

Le volume sous coiffe, dans le domaine de l'astronautique, est le volume disponible sur un lanceur pour y placer la charge utile.
Le terme correspondant en anglais est effective volume. 

## Référence
Droit français : arrêté du 20 février 1995 relatif à la terminologie des sciences et techniques spatiales.